# Euclystis turbulenta
Euclystis turbulenta là một loài bướm đêm trong họ Erebidae.